# GR-86 El Alto Jalón

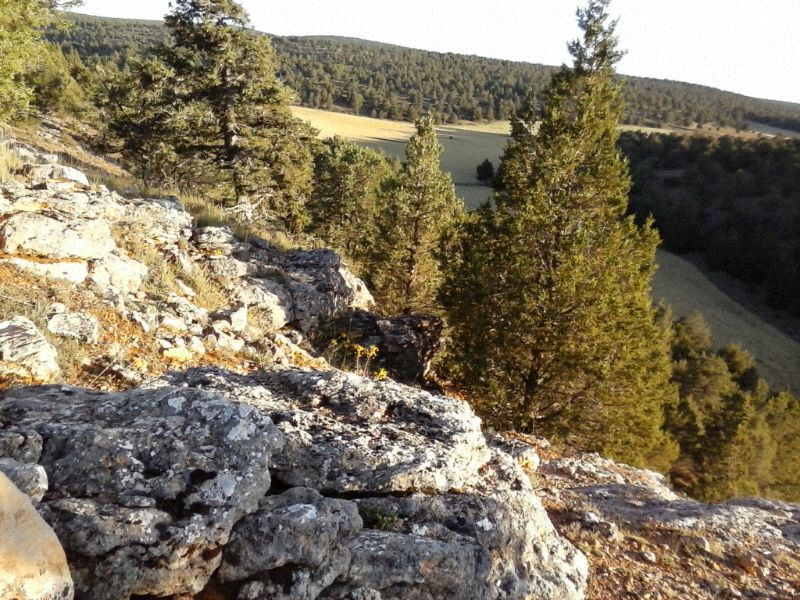
Saninares de Judes.

La GR-86 El Alto Jalón es la novena etapa de la gran ruta GR-86 que recorre la práctica totalidad de la provincia de Soria (España), iniciándose en las proximidades del Moncayo y finalizando en las Tierras de Agreda. 
Está dividida en 10 grandes etapas, en este caso la etapa número 9, la que recorre la comarca del Alto Jalón, concretamente entre Medinaceli y Santa María de Huerta.

## Etapas de gran etapa 9
1. Medinaceli - Salinas de Medinaceli - Arbujuelo
2. Arbujuelo - Urex - Layna
3. Layna - Judes - Iruecha
4. Iruecha - Santa María de Huerta